# Otwin Brucker
Otwin Brucker (* 20. August 1940 in Undingen) ist ein ehemaliger deutscher Kommunalpolitiker und Gemeindetagspräsident.
Otwin Brucker machte eine Ausbildung im gehobenen Verwaltungsdienst. 1962 begann er seine berufliche Laufbahn als Inspektor im Rathaus Pliezhausen. 1966 wurde er zum Bürgermeister in Pliezhausen gewählt und am  10. Januar 1967 ins Amt eingesetzt. Bei vier Wiederwahlen wurde er im Amt bestätigt. Im Jahr 2005 stellte Otwin Brucker mit Vollendung des 65. Lebensjahres sein Amt vor Ablauf der Wahlperiode zur Verfügung und ging in den Ruhestand. Brucker war damit lange Zeit dienstältester Bürgermeister in Baden-Württemberg.  
Brucker war seit 1971 Mitglied des Kreistags im Landkreis Tübingen und nach der Gemeindereform ab 1973 im Landkreis Reutlingen. 2014 schied er nach mehr als 43 Jahren aus diesem Ehrenamt aus. 
Von 1994 bis 2005 war Otwin Brucker Präsident des Gemeindetags Baden-Württemberg.
Die Fernsehjournalistin Ute Brucker ist seine Tochter.

## Ehrungen
- 2005 Benennung des Otwin-Brucker-Schulzentrums in Pliezhausen
- 2006 Verdienstorden des Landes Baden-Württemberg